# Syvänen
Syvänen är en sjö i Finland. Den ligger i kommunen Kinnula i landskapet Mellersta Finland, i den centrala delen av landet, 300 km norr om huvudstaden Helsingfors. Syvänen ligger 177 meter över havet. Den ligger vid sjöarna Valkeinen och Kuivajärvi. I omgivningarna runt Syvänen växer i huvudsak blandskog. Den är 6 meter djup. Arean är 33,4 hektar och strandlinjen är 2,75 kilometer lång. Sjön  ingår i Kymmene älvs huvudavrinningsområde. 